# Schleicher ASK 14
Die ASK 14 ist ein einsitziger Motorsegler mit fest eingebautem Motor der Firma Alexander Schleicher.

## Geschichte
Die ASK 14 wurde von Rudolf Kaiser in dem Bestreben geschaffen, ein eigenstartfähiges Segelflugzeug zu konstruieren, das trotz des zusätzlichen Motorgewichtes echten Streckensegelflug ermöglicht. Als Grundlage wurde die ebenfalls von ihm konstruierte Ka 6E herangezogen, die als eines der leistungsfähigsten und technisch ausgereiftesten Muster der Holzbauära gilt. Mit einer Gleitzahl von 28 und einem geringsten Sinken von 0,75 m/s ist ihm dieses Ziel gelungen. Leistungen wie diese wurden von den verfügbaren Konkurrenzmustern wie zum Beispiel der Fournier RF 3 oder dem Scheibe SF 24 Motorspatz (Gleitzahl jeweils 20) nicht annähernd erreicht.
Wie gut die ASK 14 für den Segelflug geeignet ist, zeigt die Tatsache, dass die Motorlaufzeit von Kaisers eigener ASK 14 bei gerade einmal 2 % der Gesamtbetriebszeit lag. Aufgrund dieser Eigenschaften ist die ASK 14 auch heute noch ein beliebtes Muster, über 50 der ursprünglich etwa 66 gefertigten Exemplare fliegen heute noch, viele sogar noch mit dem originalen Triebwerk.

## Konstruktion
Weil die verkaufbare Stückzahl nur sehr vorsichtig eingeschätzt werden durfte, mussten die Flügel eng verwandt mit denen der Ka 6 sein, also eine Profilierung aus der NACA-63-Serie aufweisen. Da das durch den Motoreinbau bedingte höhere Rumpfgewicht bei unveränderter Spannweite zu einer höheren Biegebelastung des Flügelholmes geführt hätte, wurde die Flügelspannweite von den bei der Ka 6 damals gebotenen 15 Metern (frühere Versionen hatten nur 14,4 m und die allererste gar nur 14,0 m) auf 14,30 Meter zurückgenommen. Trotz der dadurch zwangsläufig reduzierten Streckung sank die bestmögliche Gleitzahl im Vergleich zur Ka 6 CR von 30 nur auf knapp 28, wobei wohl die erhöhte Flächenbelastung half.
Als Triebwerk wurde ein Hirth-Vierzylinder-Zweitakt-Motor mit 19 kW Leistung ausgewählt, der mit einem 1:20-Benzin-Öl-Gemisch betrieben wird. Trotz der gering erscheinenden Leistung benötigt eine ASK 14 lediglich etwa 100 m Startrollstrecke.
Die Verkleidung des Motors mit je einer halbtropfenförmigen Ausbeulung aus dem sonstigen Rumpfstrak aus der rechten und linken Seite war offenbar aerodynamisch gut gelungen, was zusammen mit dem auf Segelstellung zu bringenden Propeller den grundsätzlichen Nachteil nicht einziehbarer Motoren für den Segelbetrieb ins Erträgliche eingrenzte.
Im Vergleich zu modernen Konstruktionen saß der Pilot dieses als Tiefdecker ausgeführten Flugzeuges weiter hinten, etwa auf der Flügelnase. Die halbtropfenförmig aufgesetzte Haube ergab eine gute Sicht auch nach hinten, ähnlich der Sicht aus der Hütter H 30 und den daraus entstandenen Libelle-Typen des Herstellers Glasflügel.

## Nutzung
Mit der ASK 14 wurden in der Segelflug-Bundesliga 2010 Wertungsgeschwindigkeiten von bis zu 92 km/h erzielt, damit wurden sogar Teams mit weitaus moderneren Mustern wie beispielsweise der ASH 25 Mi und Duo Discus auf die Plätze verwiesen.
Da beim Start ursprünglich immer ein Helfer benötigt wurde um die Tragfläche beim Start zu halten, wurden einige ASK 14 mit zusätzlichen Rollen unter den Tragflächenenden ausgerüstet die einen autarken Betrieb am Boden ermöglichen.

## Technische Daten
| Kenngröße             | Daten                    |
| --------------------- | ------------------------ |
| Besatzung             | 1                        |
| Länge                 | 6,65 m                   |
| Spannweite            | 14,3 m                   |
| Höhe                  | - m                      |
| Flügelfläche          | 12,28 m²                 |
| Flügelstreckung       | 16,2                     |
| Gleitzahl             | 28                       |
| Geringstes Sinken     | 0,75 m/s bei 72 km/h     |
| Nutzlast              | 115 kg                   |
| Leermasse             | 245 kg                   |
| Startmasse            | 360 kg                   |
| Reisegeschwindigkeit  |                          |
| Höchstgeschwindigkeit | 200 km/h                 |
| Dienstgipfelhöhe      | - m                      |
| Reichweite            | - km                     |
| Triebwerk             | ein Hirth F10 A1a, 25 PS |